# Železnice Slovenskej republiky

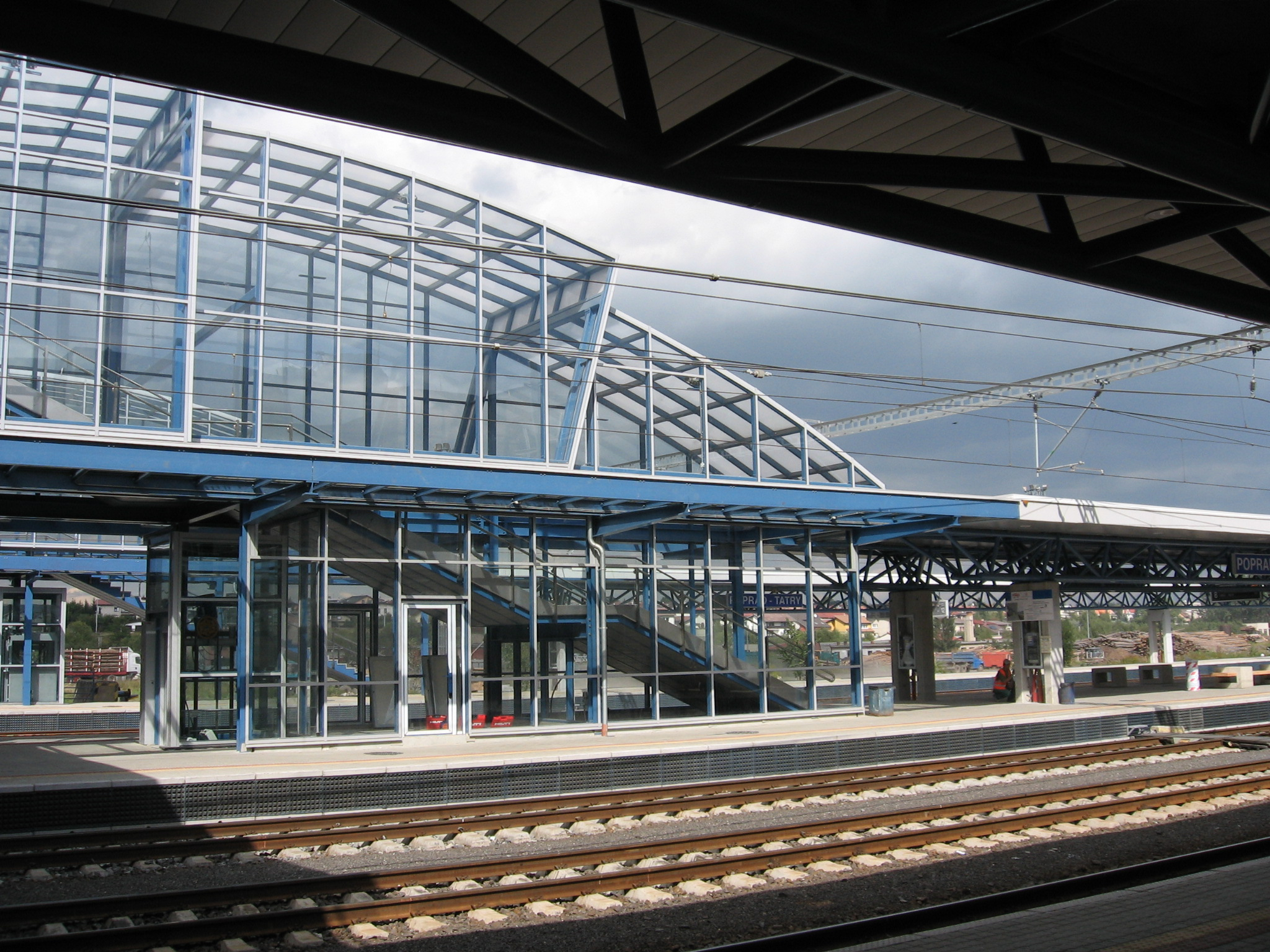
Železniční stanice ŽSR Poprad-Tatry - po rekonstrukci

Železnice Slovenskej republiky, do 27. 9. 2019 oficiálně Železnice Slovenskej republiky, Bratislava v skrátenej forme "ŽSR", (VKM: ŽSR) je slovenský železniční podnik, který vznikl po rozdělení ČSFR v roce 1993 jako nástupce Československých státních drah na území Slovenska. Původně byly unitární železniční společností, provozující jak dráhy, tak i drážní dopravu. Od počátku roku 2002 jsou již pouze správcem a provozovatelem dráhy (infrastruktury).

## ŽSR jako unitární železnice

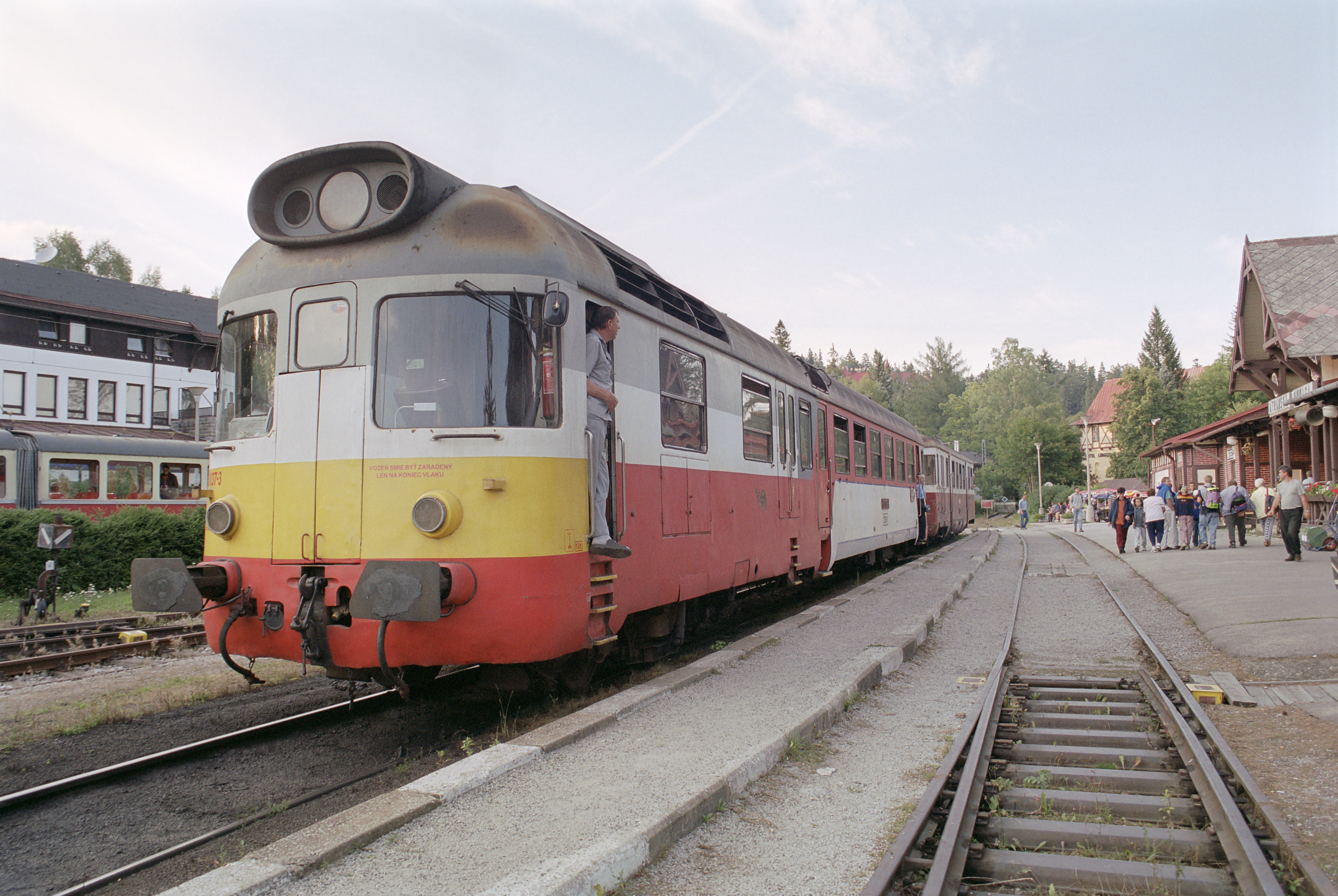
Motorový vůz řady 850 v době, kdy ještě patřil ŽSR

Po svém vzniku byly ŽSR unitární železnicí, podobně jako jejich předchůdce ČSD a český nástupce ČSD České dráhy. To znamená, že se ŽSR zabývaly provozováním dráhy i provozováním drážní dopravy.
Zpočátku bylo monopolní postavení ŽSR garantováno zákonem, ale přijetím zákona Národnej rady Slovenskej republiky č. 164/1996 sbírky byl umožněn vstup na infrastrukturu ŽSR také jiným dopravcům. Monopol ŽSR však zůstal v podstatě zachován, protože jediným dalším dopravcem, který v tomto období provozoval drážní dopravu na síti ŽSR, byly Východoslovenské železárny Košice (dnes U. S. Steel Košice).

## ŽSR jako provozovatel dráhy
Na základě Projektu transformace a restrukturalizace ŽSR přijala Národná rada SR zákon č. 259/2001 Z.z., který novelizoval původní zákon Národní rady SR č. 258/1993 Z.z. o Železniciach Slovenskej republiky. Na základě této novelizace byla k 1. lednu 2002 od ŽSR oddělena část podniku zabývající se provozováním drážní dopravy. ŽSR se tak nadále zabývá již pouze provozováním dráhy a údržbou a modernizacemi železničních tratí ve svém majetku – je tedy provozovatelem dráhy. Provozování osobní i nákladní dopravy bylo vyčleněno do nově ustavené společnosti s názvem Železničná spoločnosť, a. s. (ZSSK).

## Údaje o podniku
- počet zaměstnanců: 17 264
- stavební délka tratí: 3 623 km, z toho:
  - 2 608 km jednokolejných tratí
  - 1 015 km dvoukolejných a vícekolejných tratí
  - 3 474 km normálněrozchodných tratí
  - 99 km širokorozchodných tratí
  - 50 km úzkorozchodných tratí
  - 2 046 km neeletrizovaných tratí
  - 1 577 km elektrizovaných tratí, z toho:
    - 760 km tratí elektrizovaných soustavou 25 kV, 50 Hz AC
    - 817 km tratí elektrizovaných soustavou 3 kV DC

Údaje jsou převzaty z výroční zprávy ŽSR za rok 2009.